# Densità di Schnirelmann
In matematica, la densità di Schnirelmann di una successione di numeri interi è una misura della sua "densità". Tramite questa nozione è possibile affermare ad esempio che "vi sono più numeri dispari che quadrati", benché entrambi gli insiemi siano di cardinalità infinita. Il primo matematico a teorizzare tale densità fu Lev Genrikhovich Schnirelmann da cui appunto deriva il nome.

## Definizione
Sia {\displaystyle A} un insieme di interi e sia {\displaystyle A(x)} la funzione enumeratrice di {\displaystyle A}, definita come:
{\displaystyle A(x)=\sum _{a\leq x;a\in A}^{}1}
La densità di Schnirelmann di {\displaystyle A} è quindi definita come
{\displaystyle \sigma (A)=\inf _{n}{\frac {A(n)}{n}}}

## Proprietà
La densità di Schnirelmann è un numero reale compreso tra zero e uno, che gode della seguente proprietà
{\displaystyle {\text{Se }}k\notin A{\text{ allora }}\sigma A\leq 1-1/k.}
In particolare, se {\displaystyle 1\notin A}, allora {\displaystyle \sigma (A)=0}.

## Somme di insiemi e loro densità di Schnirelmann
Se {\displaystyle C} è l'insieme somma di due insiemi {\displaystyle A} e {\displaystyle B}, definito come
{\displaystyle C=\lbrace a+b:a\in A\cup \{0\},b\in B\cup \{0\}\rbrace }
allora il teorema di Schnirelmann afferma che
{\displaystyle \sigma (C)\geq \sigma (A)+\sigma (B)-\sigma (A)\sigma (B).}
Questo teorema è stato migliorato da Henry B. Mann che ha dimostrato che, se {\displaystyle C\neq \mathbb {N} }, si ha
{\displaystyle \sigma (C)\geq \sigma (A)+\sigma (B).}